# Eén tegen 100
Eén tegen 100, officieel in Nederland: Postcode Loterij Eén tegen 100, is van oorsprong een Nederlands spelprogramma, dat door Endemol in 2000 werd geïntroduceerd.

## Achtergrond
De presentatie van het programma is sinds de eerste aflevering in 2000 in handen van Caroline Tensen.
Van 2000 tot 2005 was het programma te zien bij de publieke omroep TROS. In 2005 maakte het programma een overstap naar commerciële zender Tien en twee jaar later van Tien naar RTL 4. Eén tegen 100 keerde in 2009 weer terug naar de publieke omroep, eerst bij de NCRV, wat later KRO-NCRV werd, en van 2016 tot 2018 bij AVROTROS.
Op zondag 9 april 2006 werd de 200e aflevering uitgezonden. Om die reden werd het spel eenmalig met tweelingen gespeeld (één tweeling tegen 100 tweelingen, dus 200 tegenspelers in totaal). De 200e aflevering werd hierdoor uitgezonden onder de naam Twee tegen 200.
Sinds 2019 is het programma net als in 2007-2009 te zien op de zondagavond bij RTL 4. In het najaar van 2021 was het echter op de zaterdagavond te zien, omdat op de zondagavond Expeditie Robinson werd uitgezonden. Dit zal ook het geval in het najaar van 2025.
Van 2020 t/m 2022 werd het spel vanwege de maatregelen rondom de coronacrisis tijdelijk met 50 tegenspelers gespeeld in plaats van met 100 tegenspelers, zodat er voldoende afstand kon worden gehouden in de studio. Het programma werd in deze periode uitgezonden onder de naam Eén tegen 50. Ook werden tijdelijk geen drie, maar slechts twee escapes gebruikt. Om dezelfde reden werden er in 2020 geen prijzen uitgereikt aan de deur. De winnaars van zowel de Postcode Straatprijs als de wekelijkse prijs van  € 1 miljoen werden in plaats daarvan gebeld door Gaston Starreveld, waarbij hij ze de cheques toonde. In het voorjaar van 2021 reikte Gaston vanwege de lockdown zelfs helemaal geen prijzen uit. Hij ging niet mee naar de winnende straat. In plaats daarvan reikte de cameraman de Postcode Straatprijs voor hem uit, waarbij Gaston op een beeldscherm toekeek. Hierbij sprak hij de winnaars op afstand toe. Zij kregen hem te zien op een beeldscherm dat de cameraman bij zich had. Op deze manier konden de winnaars de cheques zelf in ontvangst nemen en was de uitreiking tevens minder opvallend, zodat andere mensen op afstand konden blijven. 
Op zondag 8 november 2020 werd de 500e aflevering uitgezonden.
In het voor- en najaar van 2025 werd dit programma ter ere van het 25-jarige jubileum door een speler en 100 andere kandidaten gespeeld die 25 jaar zijn of in dat jaar 25 worden.
Eén tegen 100 groeide uit tot een wereldwijde hit. In de Verenigde Staten, Australië, Spanje en nog vele andere landen worden versies van het programma uitgezonden.

## Format
Het standaardformat van de quiz is als volgt:
- Een speler komt tegenover 100 andere kandidaten te staan en krijgt een vragencategorie voorgeschoteld. Daarna mag hij kiezen voor een makkelijke of moeilijke vraag. Bij de vraag staan drie antwoorden, waarvan er één goed is (de zogenaamde multiple choice). Vanaf 2019 kan de kandidaat daarnaast kiezen uit twee opties, namelijk twee foto's, twee geluidsfragmenten, twee setjes van drie antwoorden, etc. In het najaar van 2021 kan uit slechts twee categorieën worden gekozen. Er is geen keuze meer uit een makkelijke of moeilijke vraag. In 2022 is men hiervan afgestapt en wordt het spel weer gespeeld zoals van 2019 tot en met het voorjaar van 2021. Eenmaal ingedrukt kan een antwoord niet meer veranderd worden.
- De 100 kandidaten moeten binnen zes seconden een antwoord intoetsen. Daarna moet de speler zelf een antwoord intoetsen. Daarna wordt het goede antwoord op de vraag gegeven. Vervolgens wordt gekeken hoeveel tegenspelers het antwoord fout hebben. Deze vallen dan direct af.
- Het bedrag dat bij iedere vraag door de speler gewonnen kan worden is €50.000,- (voor de invoering van de euro in 2002 was dit ƒ100.000,-). Welk deel de speler daarvan krijgt, is gelijk aan de verhouding van kandidaten die de vraag fout hadden t.o.v. de nog meespelende kandidaten. Als tien van de veertig meespelende kandidaten de vraag fout hebben, is dat dus €12.500,-. De kandidaat krijgt dat alleen als hij de vraag zelf goed heeft beantwoord en geen escape heeft gebruikt.
- De speler krijgt na het wegspelen van minimaal één tegenspeler drie escapes toegewezen. Dit kan meerdere vragen duren als alle tegenspelers de vragen goed beantwoorden. Het gebruik van een escape kost de speler achtereenvolgens 25, 50 of 75% van het bedrag dat hij of zij tot dan toe vergaard had. Bij het gebruik van een escape mag de speler door blijven spelen als deze de vraag fout beantwoordt. Een escape is handig in het geval de speler het antwoord op de vraag echt niet weet of als de speler te veel twijfelt tussen meerdere antwoorden en daardoor een risicovolle gok zou moeten wagen. De afgevallen tegenspelers leveren in dat geval geen geld op.
- Als de speler een fout antwoord geeft en geen escape heeft ingezet, verlaat de speler het spel, en wordt er opnieuw begonnen met een van de overblijvende tegenspelers als speler en opnieuw 100 tegenspelers. Indien er slechts één speler overblijft op het moment dat een speler afvalt, wordt deze direct de nieuwe speler. Heeft iedereen inclusief de kandidaat het antwoord fout, dan wordt een nieuwe speler gekozen uit alle 100 kandidaten op de tribune. Ook als een kandidaat alle tegenspelers heeft weggespeeld, en dus gewonnen heeft, wordt uit alle 100 kandidaten op de tribune een nieuwe speler gekozen. Vanaf 2019 wordt hierbij de lege plek die de gekozen speler achterlaat op de tribune opgevuld door een nieuwe speler.
- Sinds 2019 kunnen ook de tegenspelers op de tribune geld verdienen. Als de speler een fout antwoord geeft zonder escape, en dus afvalt, en er blijven op de tribune kandidaten over, dan mogen deze €5000,- onder elkaar verdelen. Sindsdien worden op de tribune ook de namen van de spelers vermeld en wordt aangegeven hoeveel geld ze bij elkaar hebben gespeeld. Het op de tribune gewonnen bedrag houdt een kandidaat als deze geselecteerd wordt als speler en afvalt door het fout beantwoorden van een vraag zonder escape.
- Het gebruik van de verdubbelaar betekende dat als de speler de vraag goed beantwoordde en één of meer tegenspelers wegspeelde, het geld van deze tegenspelers werd verdubbeld. In de eerste afleveringen was die verdubbelaar er ook als fysiek voorwerp, namelijk een rijksdaalder. De verdubbelaar wordt vanaf 2019 niet meer gebruikt.
- Tussen 2007 en 2014 werd de verdubbelaar vervangen door het ABC'tje. Bij het ABC'tje kon de kandidaat opvragen hoeveel van de 100 tegenspelers A, B of C hadden ingedrukt. Wilde de kandidaat bijvoorbeeld weten hoeveel tegenspelers antwoord B hadden ingedrukt, dan werden de tegenspelers die B hadden ingedrukt gemarkeerd. Het gebruik hiervan was gratis. Na het gebruik van een ABC'tje mocht ook nog een escape worden ingezet als de speler na het zien van het betreffende antwoord twijfelde of dit antwoord juist was.
- Als alle honderd tegenspelers zijn weggespeeld, is het spel ten einde en wint de kandidaat het bij elkaar gespeelde bedrag.

## Nederland
De Nationale Postcode Loterij sponsort met de opbrengsten een aantal goede doelen. Halverwege het programma worden er opnames getoond van de Nationale Postcode Loterij Straatprijs-uitreiking. Hierna gaat het programma verder.
De opnames vonden van 3 september 2000 t/m 6 juni 2010 (aflevering 284) plaats in Studio 1 in Aalsmeer. Sinds 8 augustus 2010 (aflevering 285) vinden de opnames plaats in de nieuwe Endemol-studio's in Amsterdam. In de eerste afleveringen werden er ook plaatsbewijzen weggegeven voor Miljoenenjacht.
In 2007 is de studio in een nieuw jasje gestoken, waarbij de kandidaat voortaan staand de vragen moet beantwoorden in plaats van zittend, en werden er wijzigingen aangebracht in de spelregels. De kandidaat kon kiezen uit twee categorieën en de verdubbelaar werd vervangen door het ABC'tje. Na een aantal uitzendingen is men echter weer van de categoriekeus afgestapt, en weer teruggegaan naar de keuze tussen een makkelijke of moeilijke vraag. De categoriekeus keerde echter terug in het najaar van 2021. In 2008 is de tribune vervangen en staat Caroline Tensen niet langer tegenover de kandidaat, maar ernaast. In 2015 werd de tribune opnieuw vervangen en keerde de verdubbelaar weer terug. Deze verdween weer in 2019 en ook in dat jaar werd de tribune vervangen. Ook in 2021 werd de tribune vervangen. In 2023 werd het programma voorzien van een nieuwe soundtrack. Verder is er vanaf 2015 een app van dit programma, waarbij gebruikers van de app tegen elkaar kunnen spelen of zelf Eén tegen 100 kunnen spelen. Sinds 2016 maken degenen die met de app meespelen kans om in de studio mee te mogen spelen. Voorheen moest men hiervoor een speciaal telefoonnummer bellen dat in het programma werd genoemd. Dit nummer werd ook op de site van de Nationale Postcode Loterij vermeld. In de beginperiode mochten kandidaten die in Lingo de finale haalden ook meedoen aan Eén tegen 100. Net als het programma was de app tijdens de coronacrisis tijdelijk aangepast naar Een tegen 50. Dat betekent dat ook de gebruikers van de app tijdelijk tegen 50 tegenspelers speelden in plaats van 100.

## België
In Vlaanderen werd het programma in het najaar van 2001 (44 afleveringen), in het voorjaar van 2002 (39 afleveringen) en in het najaar van 2002 (13 afleveringen) volgens dezelfde spelstructuur uitgezonden door VTM. Het programma werd gepresenteerd door Koen Wauters.